# Estação Erasme

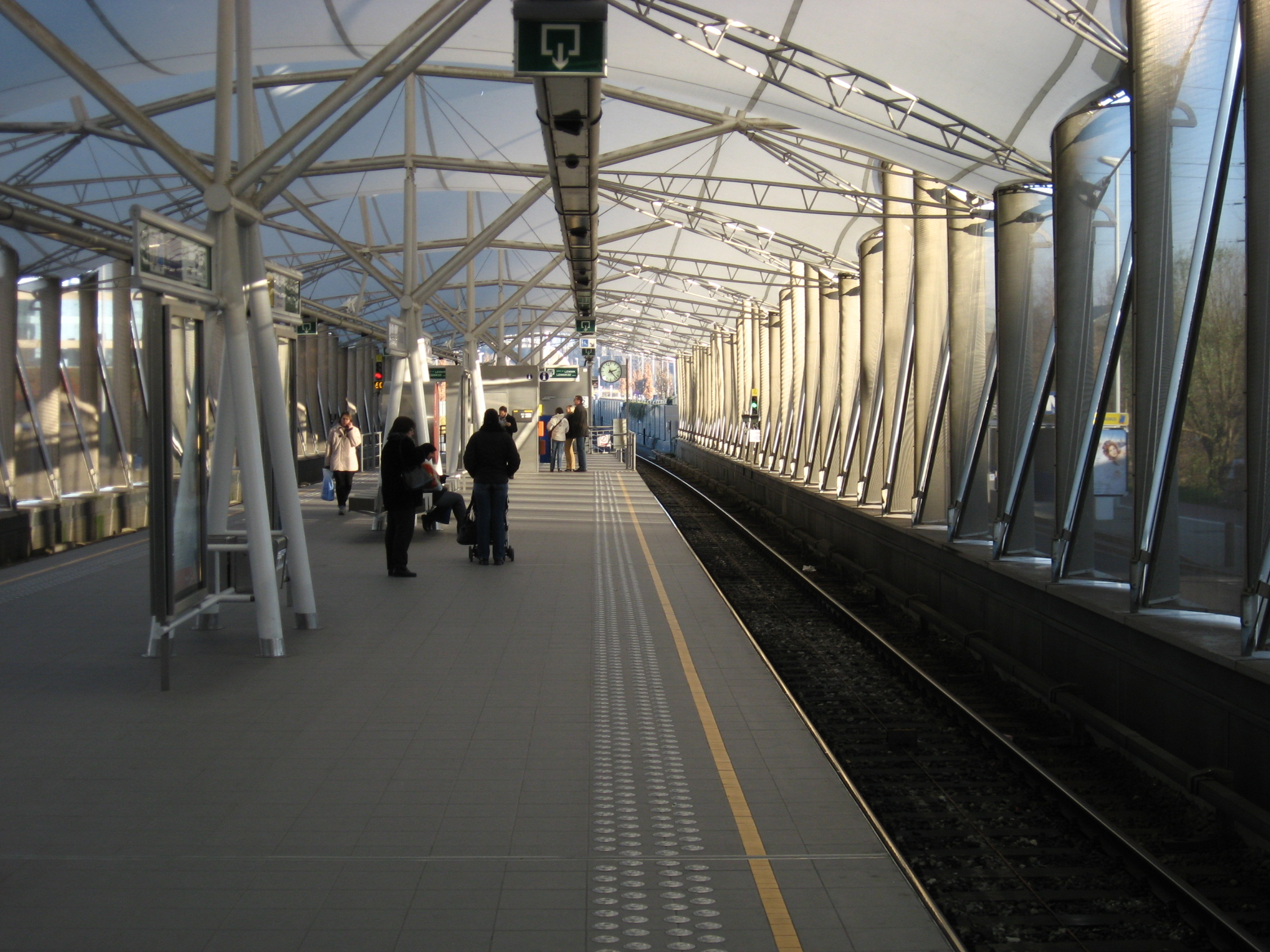
Plataforma de embarque Estação Erasme.

Erasme (francês) ou Erasmus (neerlandês) é uma estação da linha 1B do Metro de Bruxelas.